# Saul Leiter
Pour les articles homonymes, voir Leiter.
Saul Leiter, né le 3 décembre 1923 à Pittsburgh (Pennsylvanie) et mort le 26 novembre 2013 à New York, est un photographe américain. Il est considéré comme l’un des pionniers de la photographie couleur.

## Biographie
L’enfance et l’adolescence de Saul Leiter sont notamment marquées par ses relations difficiles avec son père, rabbin renommé de Pittsburgh, qui n’accepta jamais que son fils embrasse une carrière artistique. Saul Leiter fréquente l’école rabbinique avant d’interrompre ses études au milieu des années 1940.
« Enfant, j'ai été habitué à consacrer mes journées à l'étude. Levé à 5 heures du matin, je m'effondrai au lit le soir. J'ai découvert l'art à la bibliothèque, dans les livres, Picasso, Bonnard, mais aussi les estampes japonaises, les textiles péruviens, l'expressionnisme allemand. Tout m'apparaissait brusquement. ».
Il commence par peindre avant d’être initié à la photographie par le peintre expressionniste abstrait Richard Pousette-Dart. Il a réalisé des petits formats à la gouache sur papier. Ses références étaient Vuillard, Bonnard ou Sōtatsu. Ses sujets d’inspiration sont peut-être figuratifs mais le résultat s’approche de l’expressionnisme abstrait. Sa démarche de peintre qui influence ses photographies évoque Le Talisman de Paul Sérusier.
Installé à New York en 1946, après avoir quitté Cleveland, il gagne sa vie jusqu’au milieu des années 1980 grâce à son métier de photographe de mode. Il travaille notamment pour le magazine Harper’s Bazaar pendant presque vingt ans. Il travaille également pour les magazines Life, Esquire, British Vogue, Elle, et Vogue.
En 1953, Edward Steichen, photographe renommé, inclut des photographies de Saul Leiter dans l’exposition : Always the Young Strangers, au Museum of Modern Art, à New York. La même année, Leiter ouvre un petit studio de photographie dans le bas de la Cinquième Avenue, dans Bleecker Street. En 1955, Edward Steichen le sollicita à nouveau pour contribuer à l’exposition du MoMA, « The Family of man », « Steichen me regardait de haut en bas, il trouvait que j'avais des chaussures pourries ». Il n'enverra jamais ses images à temps.
Saul Leiter réalise peu de tirages de ses photographies. Il projetait ses diapositives à des amis, directement sur les murs de son appartement. La très grande majorité de ses œuvres est sous forme de négatifs ou de diapositives. Mais certaines ont trouvé leur place dans les collections des musées, tels que le Withney Museum of American Art, à New York, le Art Institute, à Chicago, et le Victoria and Albert Museum, à Londres.
Il atteint la célébrité tardivement, après la publication de son livre Saul Leiter, Early Color en 2006,.
Saul Leiter meurt le 26 novembre 2013 à New York quelques jours avant son 90e anniversaire. De 1952 à sa mort, il vécut au 111 East 10th Street, dans l'East Village. Une plaque commémorative à son nom a été placée sur la façade en 2024.

## Photographie
Saul Leiter fut l’un des pionniers de la photographie contemporaine couleur à une époque où seul le noir et blanc était digne d’intérêt. Il est considéré pour l’essentiel de son travail comme un photographe des rues de New York ; il fut cependant plus réputé pour ses photographies de mode. Son but n’est pas d’illustrer la vie citadine, mais de rechercher les instants et les scènes fugaces. Il travaille des cadrages originaux en utilisant des vides (noirs) dans ses images. La succession des plans y superpose différentes histoires génératrices de mystère. Il aime le flou — il joue de la mise au point —, la buée et l’anonymat des passants : 

« Il me semble que des choses mystérieuses peuvent prendre place dans des lieux familiers. »

Leiter ne considérait pas la photo de mode comme un pis-aller, mais plutôt comme une prolongation de sa vision, en harmonie avec lui-même.

## Expositions

### Expositions personnelles
| 2013  | Kunst Haus Wien, Vienne, Autriche                                                    |
| 2012  | Retrospective, Deichtorhallen Hambourg, Allemagne                                    |
| 2011  | Fifty One Gallery, Anvers                                                            |
|       | New York Reflections, Musée historique juif, Amsterdam                               |
| 2010  | Mois de la Photo, Paris                                                              |
| 2009  | Dancing in the street, Musée Nicéphore-Niépce, Chalon-sur-Saône                      |
| 2008  | Fondation Henri Cartier-Bresson, Paris                                               |
|       | Galleria Carla Sozzani, Milan                                                        |
|       | Jackson Fine Art, Atlanta                                                            |
|       | Howard Greenberg Gallery, New York                                                   |
|       | Faggionato Fine Arts, Londres                                                        |
|       | Galerie Camera Obscura, Paris                                                        |
| 2007  | Early Color, University of Maine Museum of Art, Bangor                               |
| 2006  | In Living Color, Photographs by Milwaukee Art Museum                                 |
|       | Color, Fifty One Fine Art Photography, Anvers                                        |
|       | The Fashion Photographs of Festival international de mode et de photographie, Hyères |
| 2005  | Early Color. Howard Greenberg Gallery, New York                                      |
| 2004  | In Color. Staton Greenberg Gallery, Santa Barbara                                    |
| 1997  | In Color. Howard Greenberg Gallery, New York                                         |
|       | In Color. Martha Schneider Gallery, Chicago                                          |
| 1994  | Howard Greenberg Gallery, New York                                                   |
| 1993  | Howard Greenberg Gallery, New York                                                   |
| 1985  | Gallery Lafayette, New York                                                          |
| 1984  | Gallery Lafayette, New York                                                          |
| 1972  | Midtown Y, New York                                                                  |
| 1954  | Emerging Talent. Curated by Clement Greenberg. Samuel Koontz Gallery, New York       |
| 1950s | Tanager Gallery, New York                                                            |
| 1947  | Butler Institute of American Art, Youngstown, OH                                     |
| 1945  | The Outlines Gallery, Pittsburgh                                                     |
| 1944  | Ten Thirty Gallery, Cleveland                                                        |

### Expositions collectives
Liste non exhaustive
- The New-York school show – Les photographes de l’École de New York 1935-1965, du 7 octobre 2020 au 10 janvier 2021, Pavillon populaire, Montpellier